# Pandanus palustris
Pandanus palustris är en enhjärtbladig växtart som beskrevs av Louis Marie Aubert Du Petit-Thouars. Pandanus palustris ingår i släktet Pandanus och familjen Pandanaceae. IUCN kategoriserar arten globalt som akut hotad.
Artens utbredningsområde är Mauritius. Inga underarter finns listade.